# Văn Như Cương
Văn Như Cương (1 tháng 7 năm 1937 – 9 tháng 10 năm 2017) là một nhà giáo Việt Nam, nhà biên soạn sách giáo khoa phổ thông và giáo trình đại học bộ môn hình học, Ủy viên Hội đồng giáo dục quốc gia Việt Nam.
Ông là người thành lập và hiệu trưởng (1989 – 2014) trường dân lập đầu tiên tại Việt Nam là trường trung học phổ thông Lương Thế Vinh, Hà Nội.

## Tiểu sử
Ông sinh tại xã Quỳnh Đôi, huyện Quỳnh Lưu, tỉnh Nghệ An.
Năm 1954, học xong phổ thông, ông ra Hà Nội học khoa Toán, Đại học Sư phạm Hà Nội. Tốt nghiệp đại học, ông trở thành cán bộ giảng dạy tại trường.
Ông làm nghiên cứu sinh ngành toán học tại Viện Toán học Steklov, Viện Hàn lâm Khoa học Liên Xô và bảo vệ thành công luận án phó tiến sĩ Toán học vào năm 1971. Luận văn của ông có nhan đề là "Непрерывные нульмерные разбиения эвклидова пространства" (Các phân hoạch liên tục không chiều của không gian Euclide) được hướng dẫn bởi Giáo sư Lyudmila Keldysh một nhà Tô-pô Hình học nổi tiếng, là mẹ của nhà Toán học Sergei Novikov, người dành giải thưởng Fields năm 1970.
Sau khi về nước ông làm giảng viên, công tác tại bộ môn Hình học trường Đại học Sư phạm Hà Nội, Đại học Sư phạm Vinh. Tuy nhiên ông không còn tiếp tục theo đuổi các nghiên cứu của mình.
Năm 1989, ông mở trường Lương Thế Vinh, trường phổ thông dân lập đầu tiên của Việt Nam từ khi Đổi Mới.
Ông chủ biên và trực tiếp biên soạn hơn 60 đầu sách sách giáo khoa, sách tham khảo phổ thông và giáo trình đại học về chuyên ngành hình học. Ông là tác giả bộ sách giáo khoa hình học phổ thông (chương trình nâng cao) của Việt Nam. Ông là thành viên Hội đồng Giáo dục quốc gia Việt Nam.
Ông được Chính phủ công nhận chức danh Phó giáo sư.
Ông qua đời vào lúc 0h28 ngày 09/10/2017 sau 3 năm chống chọi với bệnh ung thư.

## Tác phẩm
Ông có một số nghiên cứu về lĩnh vực Tô-pô Hình học trong thời gian làm nghiên cứu sinh ở Liên Xô (tất cả đều đã được dịch sang Tiếng Anh)
- Văn Như Cương. Imbedding of one continuous decomposition of Euclidean En-space into another.  Mathematics of the USSR - Sbornik, Volume 12 (1970), Issue 4, 543–551.
- Văn Như Cương. Pseudoisotopy of the three-dimensional sphere S3. Doklady Akademii Nauk SSSR, Volume 199 (1971), 1002–1003 (Russian); translated as Soviet Mathematics - Doklady, Volume 12 (1971), 1215 – 1217.
- Văn Như Cương. Some continuous decompositions of the space En. Mathematical Notes, Volume 10 (1971), Issue 3, 612–618.

Ông viết/dịch một số sách dành cho sinh viên đại học, cao đẳng:
- Hình học xạ ảnh / Văn Như Cương.- H.: Giáo dục, 1999.- 187tr.
- Đại số tuyến tính và hình học / Đoàn Quỳnh, Văn Như Cương, Hoàng Xuân Sính-. T.2, Đại số tuyến tính và hình học Afin. - H: Giáo dục, 1988. - 216tr.
- Đại số tuyến tính và hình học / Đoàn Quỳnh, Văn Như Cương, Hoàng Xuân Sính-. T.1, Hình học giải tích. - H: Giáo dục, 1987. - 175tr.
- Đối thoại về toán học / Alfréd Rényi; Văn Như Cương dịch.- H.: Khoa học và kỹ thuật, 1975.- 119tr.
- Lịch sử hình học / Văn Như Cương.- H.: Khoa học và kỹ thuật, 1977.- 158tr.

Các sách giáo khoa/tham khảo dành cho giáo viên, học sinh phổ thông:
- Hình học: Giáo trình đào tạo giáo viên trung học cơ sở hệ cao đẳng sư phạm / Văn Như Cương chủ biên; Kiều Huy Luân, Hoàng Trọng Thái.- H.: Giáo dục, 1998.- 99tr.
- Hình học: Giáo trình đào tạo giáo viên trung học cơ sở hệ cao đẳng sư phạm / Văn Như Cương chủ biên; Kiều Huy Luân, Hoàng Trọng Thái.- H.: Giáo dục, 1998.- 140tr.
- Những kiến thức cơ bản môn toán: Trung học phổ thông/ Văn Như Cương, Hàn Liên Hải.- H.: Nhà xuất bản. Hà Nội, 2003.- 142tr.
- Tài liệu toán ôn thi vào đại học / Văn Như Cương, Nguyễn Xuân Liêm, Kiều Huy Luân....- In lần 2, có sửa chữa.- H.: Trường đại học sư phạm Hà nội 1, 1983.- 349 tr.
- Những kiến thức cơ bản môn toán: Trung học phổ thông / Văn Như Cương, Tạ Duy Phượng.- H.: Nhà xuất bản. Hà Nội, 2002.- 138tr.
- Hình học 11: Sách giáo khoa chỉnh lý hợp nhất năm 2000 / Văn Như Cương ch.b, Trần Đức Huyên, Nguyễn Mộng Hy.- H.: Giáo dục, 2000.- 144tr.
- Hình học 10: Sách giáo khoa chỉnh lý hợp nhất năm 2000 / Văn Như Cương ch.b, Phan Văn Viện.- H.: Giáo dục, 2000.- 96tr.
- Hình học 12: Sách giáo khoa chỉnh lý hợp nhất năm 2000 / Văn Như Cương ch.b, Tạ Mân.- H.: Giáo dục, 2000.- 116tr.
- Bài tập hình học 10: Sách giáo khoa chỉnh lý hợp nhất năm 2000 / Văn Như Cương ch.b, Phan Văn Viện.- H.: Giáo dục, 2000.- 92tr.
- Bài tập hình học 12: Sách giáo khoa chỉnh lý hợp nhất năm 2000 / Văn Như Cương ch.b, Tạ Mân.- H.: Giáo dục, 2000.- 159tr.
- Hình học 12: Ban khoa học tự nhiên. Tài liệu giáo khoa thí điểm / Văn Như Cương, Nguyễn Mộng Hy.- H.: Giáo dục, 1995.- 109tr.
- Bài tập hình học 11: Ban khoa học tự nhiên / Văn Như Cương, Trần Luận.- In lần thứ 3.- H.: Giáo dục, 1996.- 147tr.
- Bài tập hình học 12: Ban khoa học tự nhiên: Tài liệu giáo khoa thí điểm / Văn Như Cương.- H.: Giáo dục, 1995.- 96tr.
- Hình học 12: Ban khoa học xã hội. Tài liệu giáo khoa thí điểm / Văn Như Cương chủ biên, Phạm Gia Đức.- H.: Giáo dục, 1995.- 40tr.
- Hình học 11: Ban khoa học tự nhiên. Tài liệu giáo khoa thí điểm / Văn Như Cương, Nguyễn Mộng Hy.- H.: Giáo dục, 1995.- 128tr.
- Hình học 12: Ban khoa học tự nhiên / Văn Như Cương.- H.: Giáo dục, 1995.- 104tr.
- Hình học 12: Sách giáo viên/ Văn Như Cương, Tạ Mân, Trần Nguyệt Quang.- H.: Giáo dục, 1992.- 128tr.
- Hình học 12 / Văn Như Cương, Tạ Mân, Trần Nguyệt Quang.- H.: Giáo dục, 1992.- 115tr.
- Hình học 11 / Văn Như Cương, Phan Văn Viện.- H.: Giáo dục, 1991.- 80tr.

## Nhận xét
Ông được đánh giá cao với năng lực sư phạm. Ông cũng nổi tiếng là người thẳng tính và rất thương yêu học trò. Tuy nhiên, cuộc trả lời phỏng vấn của ông trên báo điện tử Vietnamnet về trường hợp của thầy giáo Đỗ Việt Khoa, đã có dư luận không hài lòng về cách hành xử của ông.
Nhà toán học Alexey Chernavsky đã nhận xét về các công trình Toán học của ông trong thời gian làm nghiên cứu sinh như sau (Hà Huy Vui dịch):
"Một công trình thú vị được Văn Như Cương, một nghiên cứu sinh từ Việt Nam thực hiện. Văn Như Cương giới thiệu khái niệm về sự nêm vào của một phân hoạch liên tục này vào một phân hoạch liên tục khác. Anh chỉ ra rằng, nếu các thành phần của một compact là phân ngăn trong {\displaystyle \mathbb {R} ^{k}}, thì compact được phân thành các ngăn trong {\displaystyle \mathbb {R} ^{k+1}}.Một phân hoạch liên tục, mà bao đóng của ảnh của hợp các phần tử không suy biến là có chiều bằng không, sẽ được nêm vào một phân hoạch của các cung. Từ đó suy ra rằng, không gian thương cũng được nhúng vào {\displaystyle R^{k+1}}.Nếu giả thiêt rằng ảnh của hợp của các phần tử không suy biến có chiều bằng không, thì vấn đề trở nên rất khó. Văn Như Cương đã vượt qua khó khăn này bằng cách xét một phân rã đặc biệt của phan hoạch (thành tổng của các phân hoạch có độ nhỏ tiến tới không). Với cách làm này, không gian thương được nhúng vào {\displaystyle \mathbb {R} ^{k+2}}. Trong những trường hợp đặc biệt, khi số các phần tử không suy biến là đếm được, hoặc khi các phần tử không suy biến cùng nằm trên một mặt phẳng, thì không gian thương được nhúng vào {\displaystyle \mathbb {R} ^{k+1}}.
Một kết quả quan trọng khác của Văn Như Cương là chứng minh tính xấp xỉ được của các ánh xạ phân ngăn bằng các đồng phôi. Chứng minh của anh, sử dụng một cách đặc biệt thông minh kết quả của M.E. Hamstrom, chỉ chiếm ít hơn một trang giấy.
Thật tiếc, là sau khi bảo vệ luận án trở về nước, Văn Như Cương dường như đã dừng việc nghiên cứu toán học của mình." (Theo A.V. Chernavsky, On the work of L. V. Keldysh and her seminar, Russian Mathematical Surveys, Number 4, Volume 60, 2005.).

## Quan điểm giáo dục
- "Chúng ta đang thực hiện một nền giáo dục bôi đen" - ý kiến của ông khi Bộ Giáo dục và Đào tạo Việt Nam thực hiện thi trắc nghiệm thay cho thi tự luận và ông cũng yêu cầu viết lại sách để phù hợp cho thi trắc nghiệm.[6]
- "Quan điểm tiên học lễ xưa lắm rồi" - ông cho rằng sống có trách nhiệm là phần quan trọng nhất của chữ lễ.

## Câu nói
- "Bệnh tham nhũng gây ra nhiều thiệt hại to lớn về tiền của cho dân và cho nước. Nhưng có một thiệt hại hết sức nặng nề không thể tính bằng tiền và của. Đó là nó làm giảm uy tín của đảng, giảm lòng tin của dân vào đảng."
- "Câu nói của tôi "nhận thầy về làm việc" chỉ có giá trị ở thời điểm đó thôi."[7]